# Visconde de Silva Carvalho
Visconde de Silva Carvalho é um título nobiliárquico criado por D. Luís I de Portugal, por Decreto de 13 de Dezembro de 1865, em favor de João da Silva Carvalho.
Titulares
1. João da Silva Carvalho, 1.º Visconde de Silva Carvalho.